# Influencias en la arquitectura gótica
La arquitectura gótica estuvo muy influenciado por la arquitectura románica que la precedió; por el crecimiento de la población y la riqueza de las ciudades europeas y por el deseo de expresar grandeza. También estuvo influido por las corrientes teológicas que pedían más luz interior como símbolo de la divinidad, y por la necesidad práctica de muchas iglesias de albergar a un gran número de fieles.  Este estilo fue especial por las mejoras técnicas en el uso de bóvedas y de contrafuertes que permitieron erigir edificios de mucha mayor altura y con ventanas más grandes.

## Influencias políticas
A finales del siglo XII, Europa estaba fraccionada en una multitud de ciudades estado y reinos. El área que ahora comprende la Alemania moderna, el sur de Dinamarca, los Países Bajos, Bélgica, Luxemburgo, Suiza, Austria, la República Checa y gran parte del norte de Italia (excluyendo Venecia y los Estados Pontificios) era nominalmente parte del Sacro Imperio Romano Germánico, pero los gobernantes locales ejercían el poder con una autonomía considerable. Francia, Dinamarca, Polonia, Hungría, Portugal, Escocia, Castilla, Aragón, Navarra, y Chipre eran reinos independientes, al igual que el Imperio angevino, cuyos monarcas de la Casa de Plantagenet gobernaban Inglaterra y otros grandes dominios que se convertiran en la Francia moderna. Noruega dependía del reino de Inglaterra, mientras que los otros países escandinavos y Polonia fueron influenciados por los contactos comerciales con la Liga Hanseática. Los reyes de Suabia llevaron la tradición gótica alemana al sur de Italia, parte del reino de Sicilia, mientras que después de la primera cruzada, los reyes de la Casa de Lusignan introdujeron la arquitectura gótica francesa en Chipre y en el reino de Jerusalén.
En toda Europa en esa época se daba un rápido crecimiento demográfico y un desarrollo del comercio asociado a las ciudades. Alemania y los Países Bajos tenían grandes ciudades florecientes que crecían en relativa paz, en el comercio y la competencia entre sí, o que se unían para el bienestar mutuo, como en la Liga Haseática. La edificación cívica era de gran importancia para esas ciudades como signo de riqueza y orgullo. Inglaterra y Francia siguieron siendo en gran parte feudales y produjeron una gran arquitectura residencial para sus reyes, duques y obispos, en lugar de la erección de grandes ayuntamientos para sus burgueses.

## Influencias religiosas
La Iglesia católica prevalecía en toda Europa Occidental en ese momento, influyendo no solo en la fe sino también en la riqueza y en el poder. Los obispos eran nombrados por los señores feudales (reyes, duques y otros terratenientes) y a menudo gobernaban como príncipes virtuales sobre grandes propiedades. Los primeros períodos medievales habían experimentado un rápido crecimiento en el monaquismo, prevaleciendo varias órdenes diferentes y extendiendo su influencia ampliamente. La más importante era la Orden de San Benito, benedictinos, cuyas grandes iglesias abaciales superaban ampliamente en número a cualquier otra en Francia, Normandía e Inglaterra. Parte de su influencia se observó en que las ciudades se desarrollaron a su alrededor y se convirtieron en centros de cultura, aprendizaje y comercio. También, fueron los constructores de la Abadía de Saint-Denis, y la Abadía de Saint-Remi en Francia. Los proyectos benedictinos posteriores (construcciones y renovaciones) incluyen la Abadía de Santo-Ouen enRouen, la Abadía La Chaise-Dieu, y el coro de Monte Santo-Michel en Francia. Los ejemplos ingleses son la Abadía de Westminster, construida como una iglesia monástica de la orden benedictina; y la reconstrucción de la iglesia benedictina de Canterbury.
Las órdenes cluniacenses y cistercienses prevalecieron en Francia en el gran monasterio de Cluny, habiendo establecido una fórmula para un sitio monástico bien planificado que luego influiría en todas las construcciones monásticas posteriores durante muchos siglos. La Orden del Císter, cistercienses, difundió el estilo llegando al este hasta Polonia y Hungría. Órdenes más pequeñas como la Orden de los Cartujos y la Orden de Canónigos Premonstratenses también construyeron unas 200 iglesias, generalmente cerca de las ciudades.
En el siglo XIII, Francisco de Asís estableció la Orden Franciscana, los llamados frailes grises; una orden mendicante. Santo Domingo fundó la Orden de Predicadores, dominicos mendicantes, en Toulouse y Bolonia, siendo particularmente influyentes en la construcción de las iglesias góticas de Italia.
La Orden Teutónica, una orden militar, difundió el arte gótico en Pomerania, Prusia Oriental y la región del Báltico.

Grandes iglesias monásticas
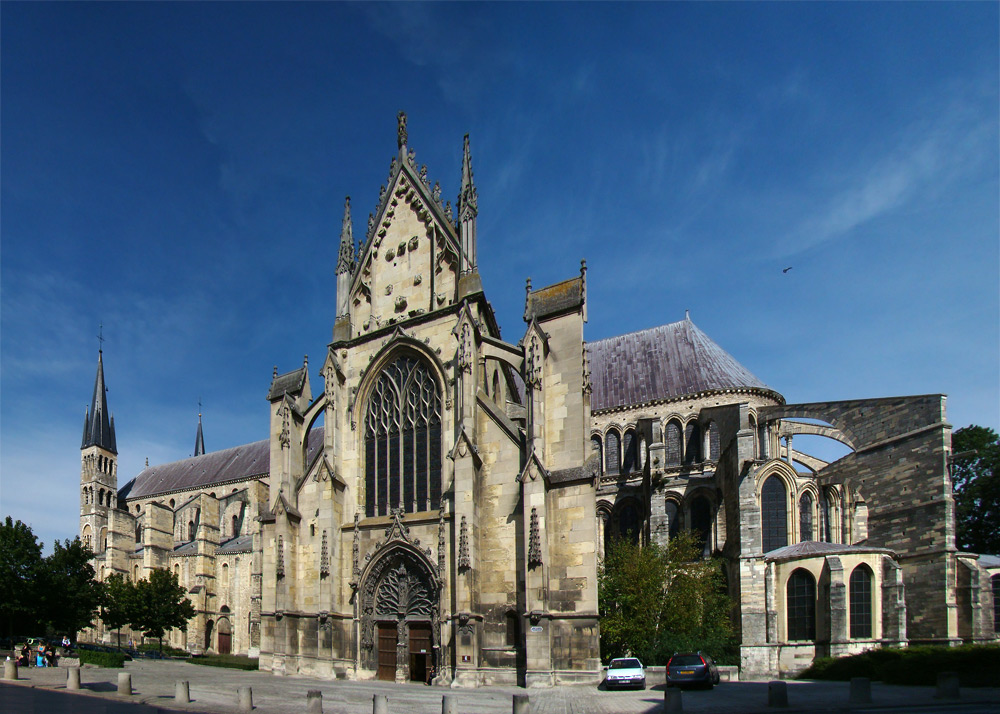
Basílica de Saint-Remi, Reims (1170-1180)
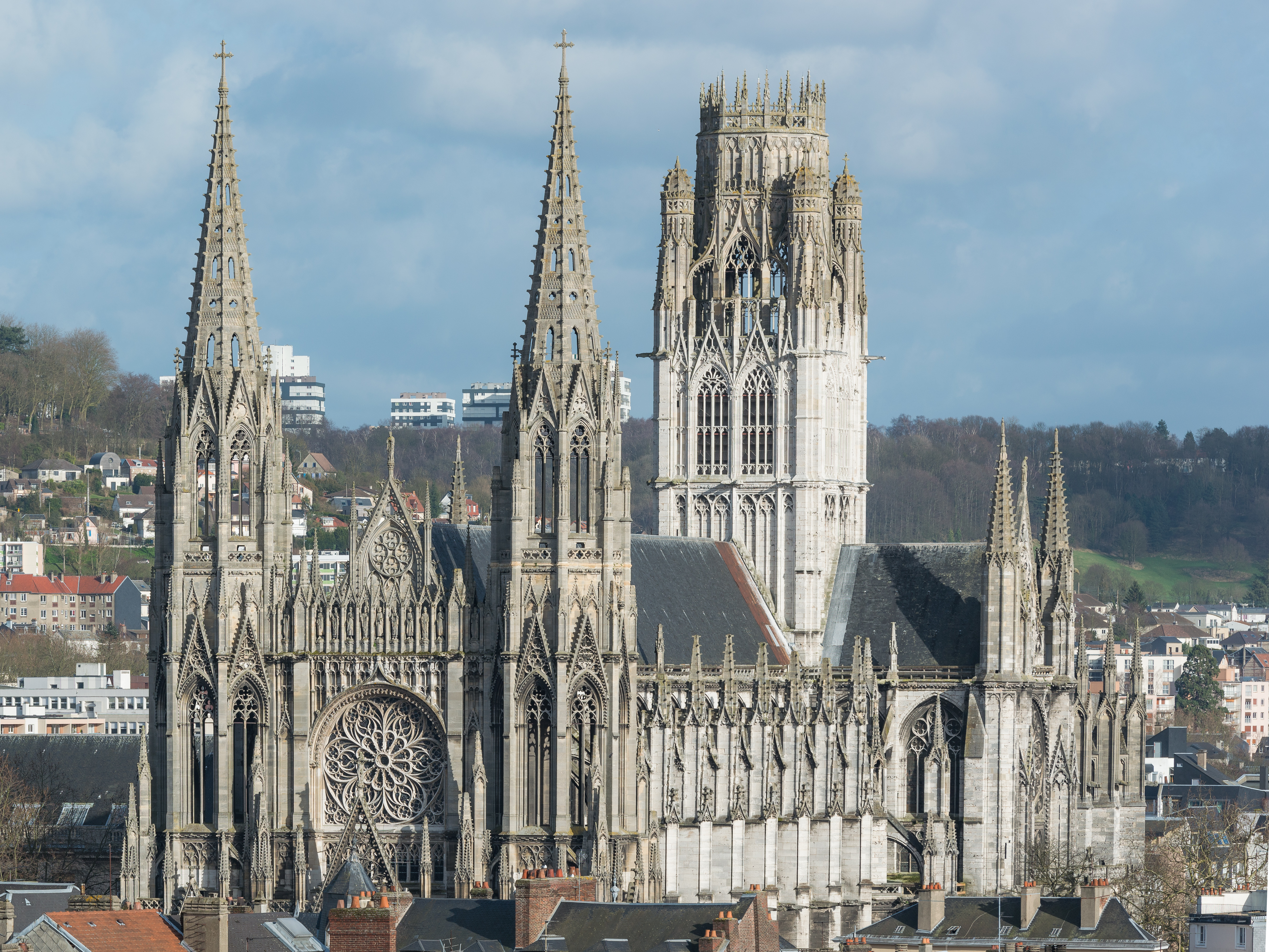
Iglesia abacial de Saint-Ouen, Ruan (1318-1537)
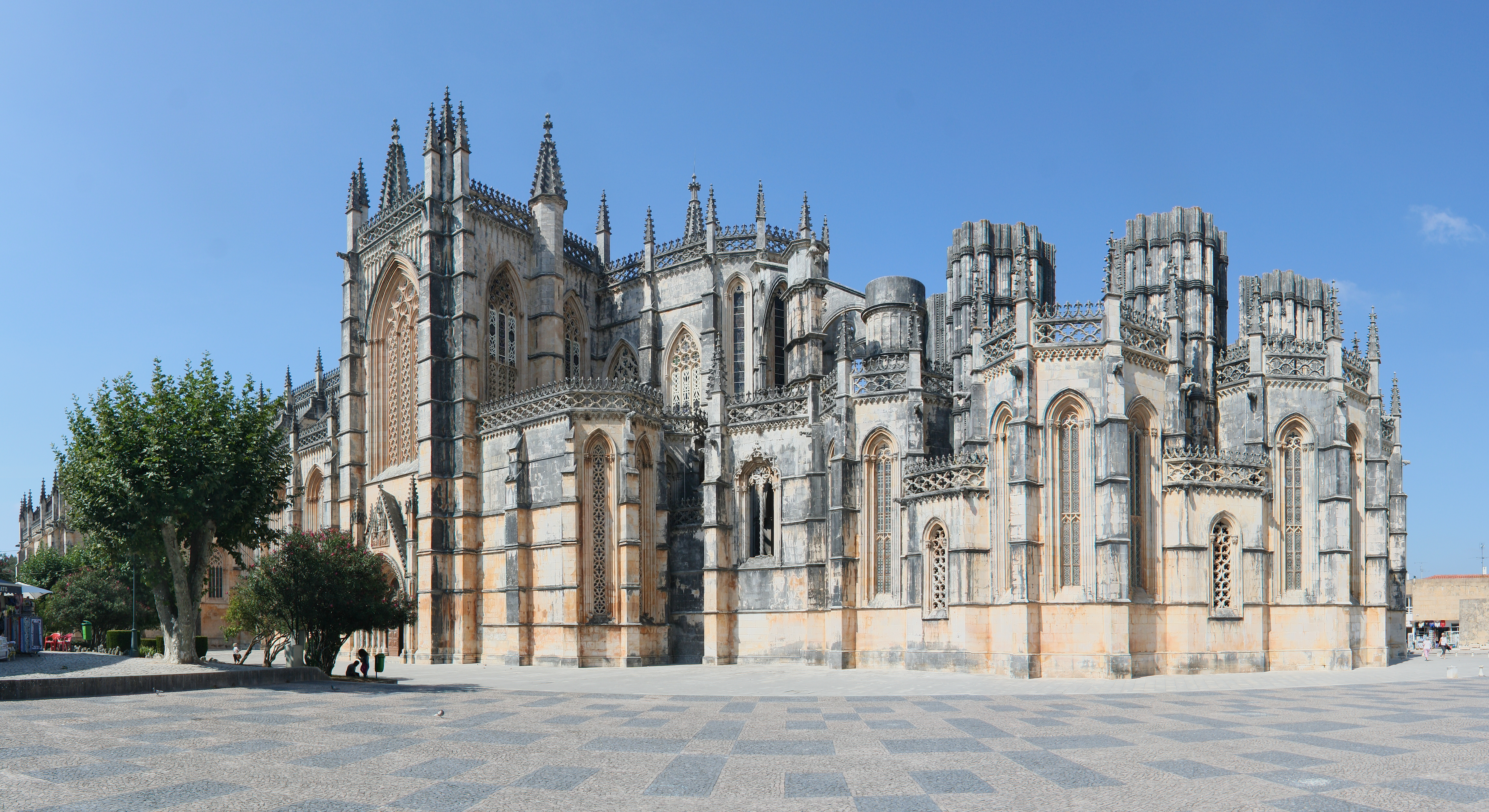
Monasterio de Batalha, Portugal (1386-1517)
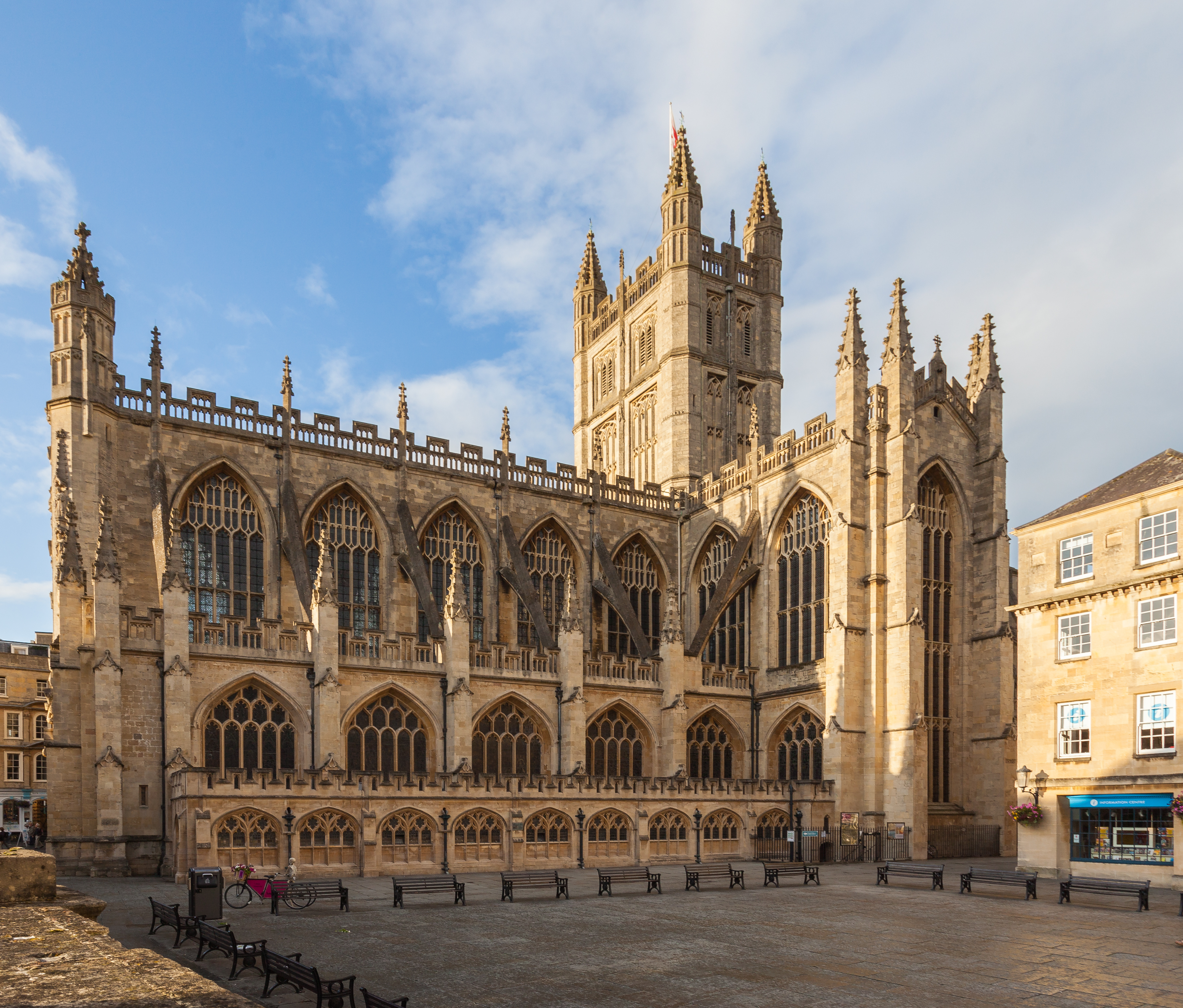
Abadía de Bath, Bath (apariencia actual 1501-?)

## Influencias geográficas
Desde el siglo X al XIII, la arquitectura románica se había convertido en un estilo y una forma de construcción paneuropea, que se empleaba en edificios en lugares tan distantes como Irlanda, Croacia, Suecia y Sicilia. Esa misma amplia área geográfica se vio afectada por el desarrollo de la arquitectura gótica, pero la aceptación del estilo y los métodos de construcción difirieron de un lugar a otro, al igual que las expresiones locales del gusto gótico. La proximidad de algunas regiones significó que las divisiones de los estados no supusieran una diferenciación de estilos. Además, algunas regiones como Inglaterra y España produjeron características propias que rara vez se ven en otros lugares, excepto donde fueron llevadas por artesanos itinerantes o por el traslado de obispos. Las diferencias regionales que ya eran evidentes en el período románico a menudo se vuelven aún más evidentes en el gótico.
La disponibilidad local de materiales afectó también tanto a la construcción como al estilo. En Francia, se disponía de piedra caliza en varios regiones, siendo la fina piedra caliza blanca de Caen la preferida para la decoración escultórica. Inglaterra tenía piedra caliza gruesa y  arenisca roja, así como mármol Purbeck verde oscuro que se usaba a menudo para ciertos elementos arquitectónicos.
En el norte de Alemania, los Países Bajos, el norte de Polonia, Dinamarca y los países bálticos, había escasez de piedra de construcción local, pero tenían una fuerte tradición de construcción con ladrillo. El estilo resultante, el gótico báltico, se conoce como Backsteingotik en Alemania y Escandinavia y está asociado con la Liga Hanseática. En Italia, la piedra se utilizó para las fortificaciones, pero se prefirió el ladrillo para otras edificaciones. Debido a las extensas y variadas canteras de mármol, muchos edificios se revistieron en mármol o se dejaron con la fachada sin decorar para que eso se pudiera hacer más adelante.
La disponibilidad de madera también influyó en el estilo, prevaleciendo los edificios de madera en Escandinavia. La disponibilidad de madera afectó a los métodos de construcción en toda Europa. Se cree que los magníficos techos de vigas de martillo de Inglaterra se idearon como una respuesta directa a la carencia de madera curada  larga y recta al final del período medieval, cuando los grandes bosques habían sido diezmados, no solo para la construcción de vastos techos  sino también para la construcción naval.

## Tradición románica
La arquitectura gótica surgió del estilo arquitectónico anterior, el románico. En su mayor parte, no hubo una ruptura clara, como habría más tarde en la Florencia renacentista con el renacer del estilo clásico a principios del siglo XV.
En el siglo XII, los constructores de toda Europa desarrollaron estilos arquitectónicos románicos (denominada arquitectura normanda en Inglaterra debido a su asociación con la conquista normanda). Los académicos se han centrado en las categorías de edificios románicos/normandos, incluida la iglesia parroquial, la iglesia catedral, la iglesia de la abadía, el monasterio, el castillo, el palacio, el gran vestíbulo, la casa de guarda, la casa consistorial, el almacén, y otros edificios.
Muchos de los elementos arquitectónicos asociados con el gótico ya habían sido desarrollados y utilizados por los constructores románicos, particularmente en la construcción de catedrales e iglesias abaciales. Estos incluyen bóvedas de crucería, contrafuertes, columnas agrupadas, ambulatorios, rosetones, chapiteles, vidrierías policromadas y tímpanos de puertas ricamente tallados. Esos eran ya rasgos de la arquitectura eclesiástica antes del desarrollo del estilo gótico, y todos iban a desarrollarse en formas cada vez más elaboradas.
Fue principalmente el desarrollo del arco apuntado lo que provocó el cambio que separa el gótico del románico. Ese cambio tecnológico rompió la tradición de una mampostería masiva y de paredes sólidas penetradas por pequeñas aberturas, reemplazándola con un estilo donde la luz parece triunfar sobre la materia. Con su uso vino el desarrollo de muchos otros dispositivos arquitectónicos, previamente puestos a prueba en edificios aislados y luego puestos en servicio para satisfacer las necesidades estructurales, estéticas e ideológicas del nuevo estilo. Esos elementos son los arbotantes, los pináculos y las ventanas de tracería.

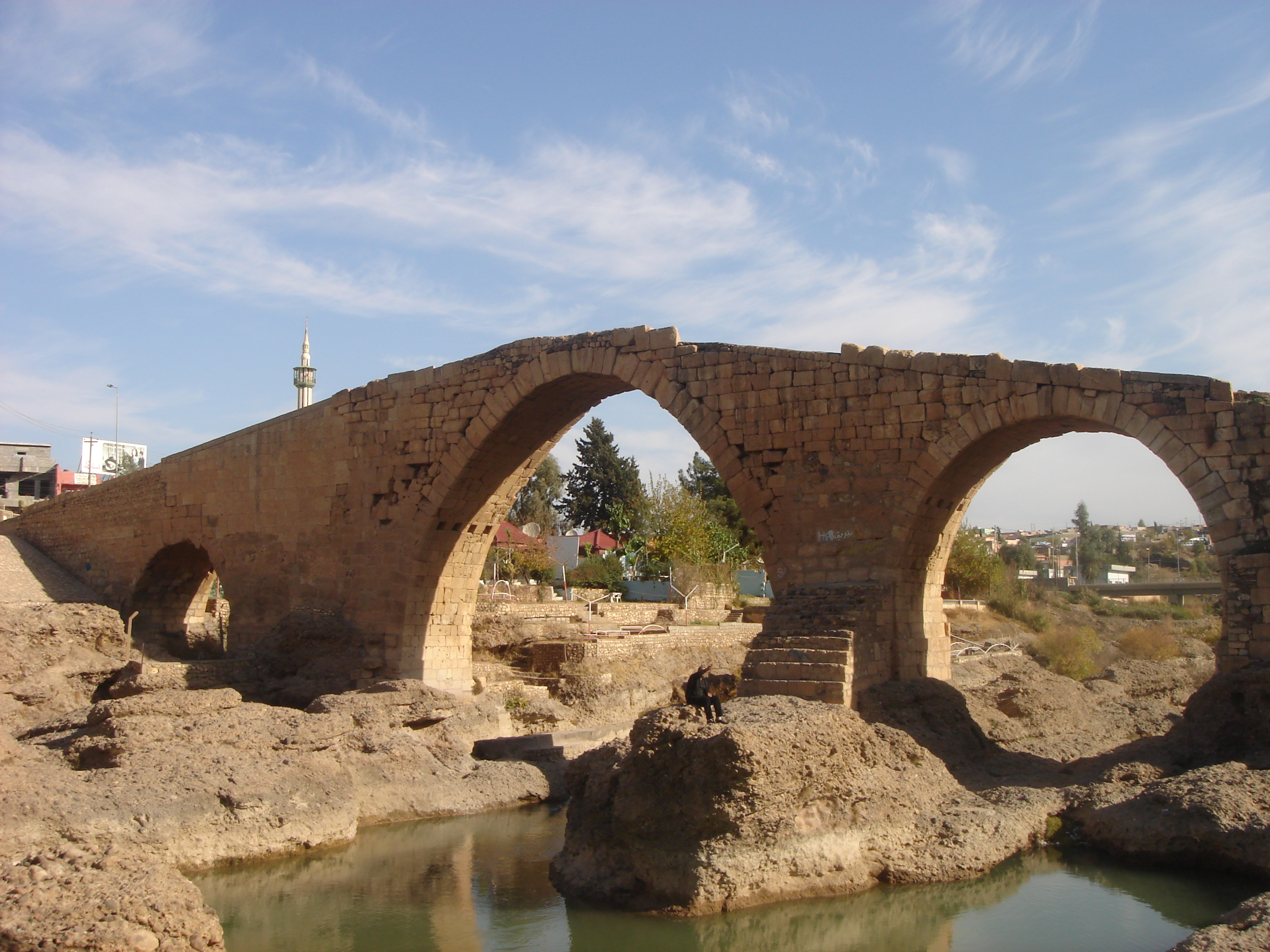
Puente Delal (Iraq)
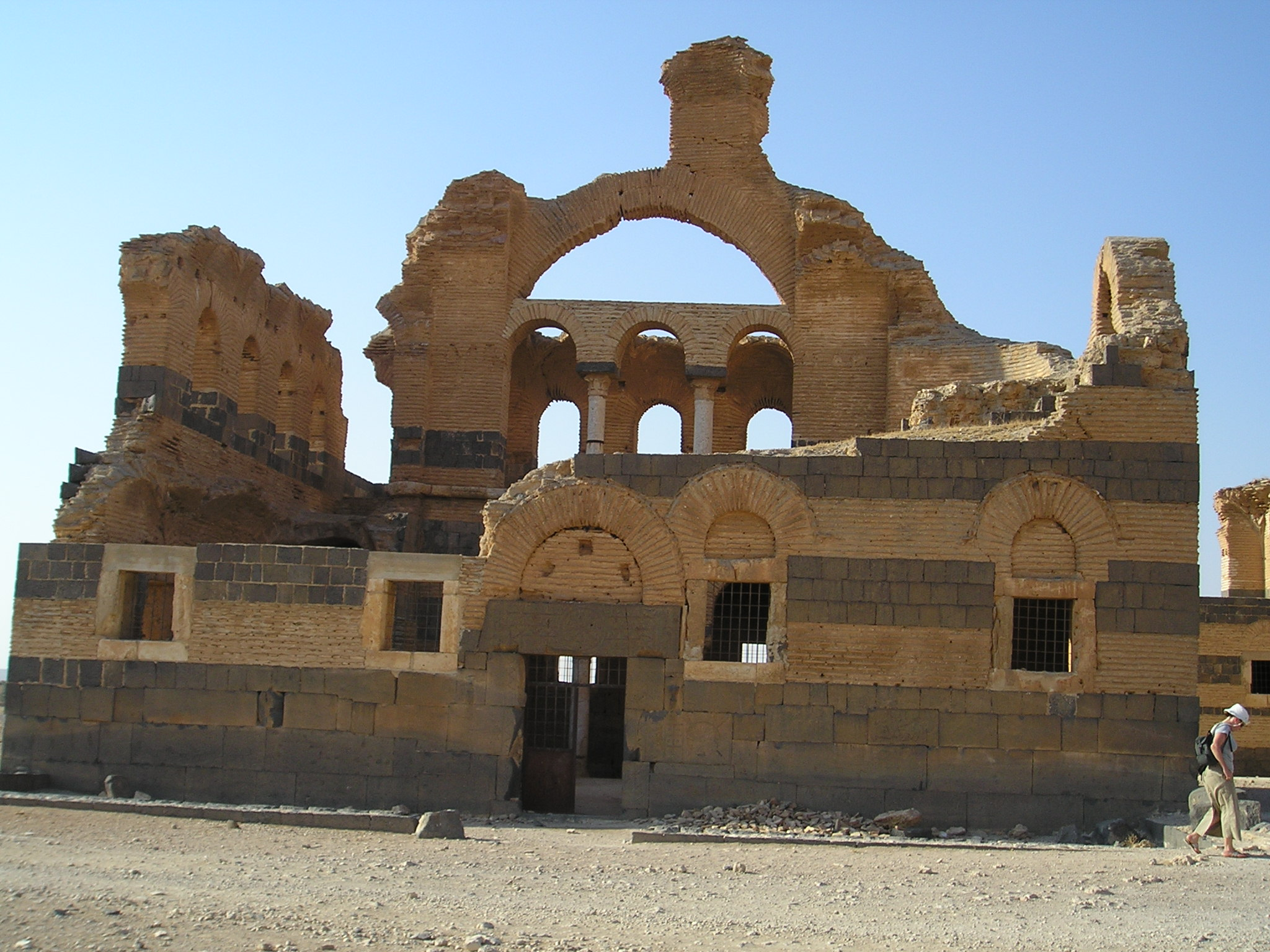
Iglesia en Qasr ibn Wardan, Siria (564)
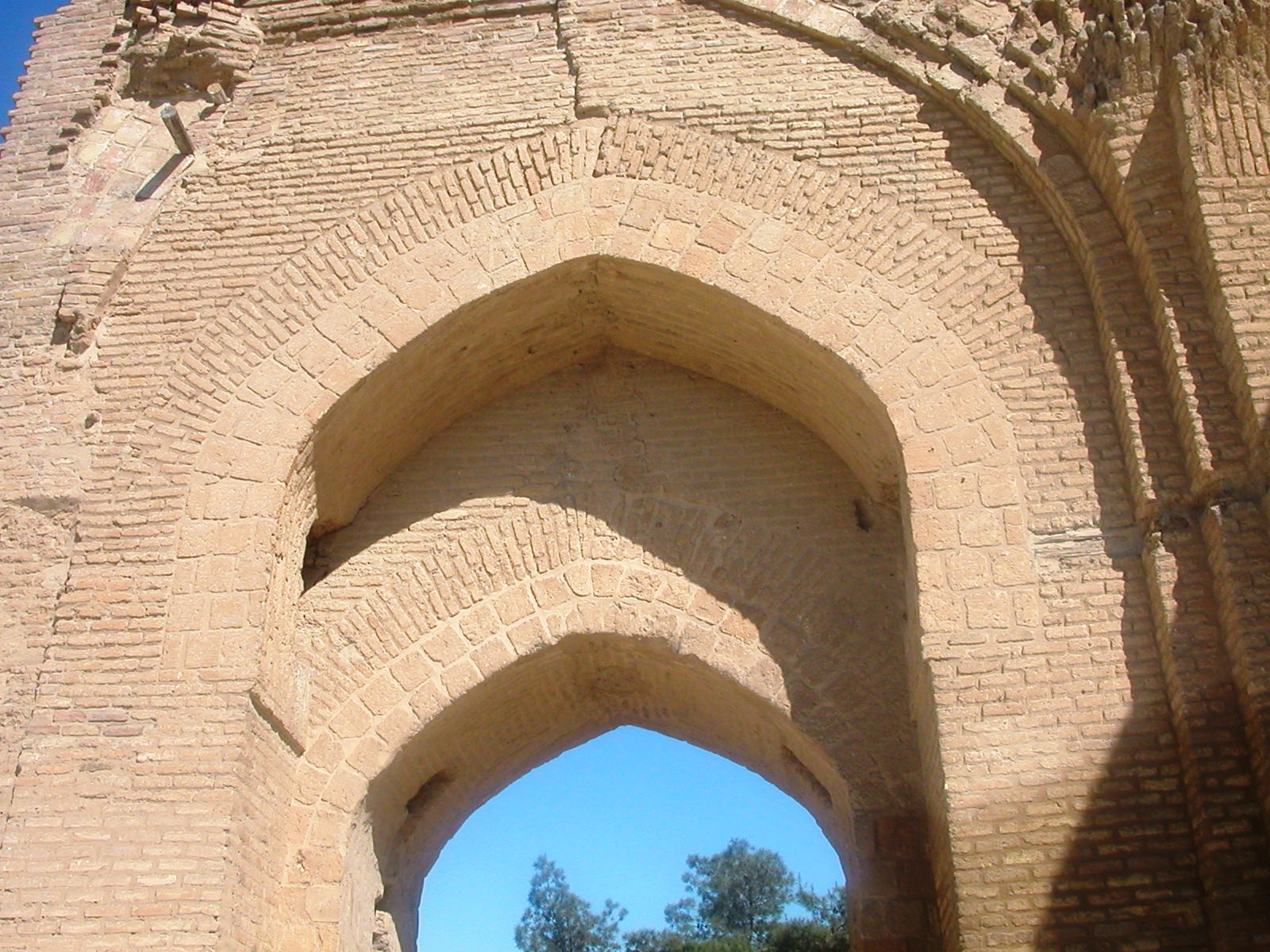
Arcos en Al Raqa, Siria
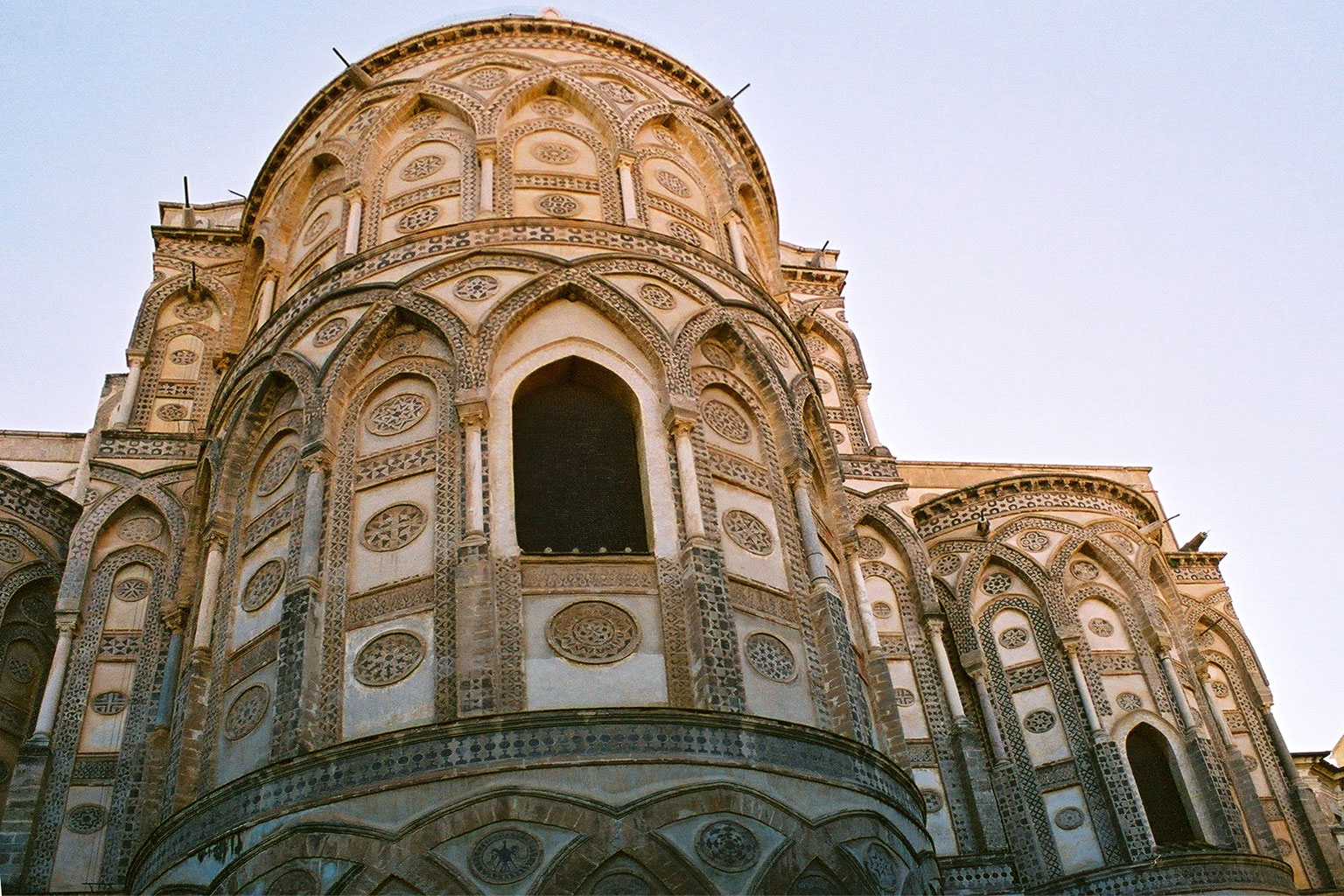
Catedral de Monreale, Sicilia (1174)

## Influencia oriental
El arco apuntado, una de las características definitorias del gótico, aparece en la arquitectura bizantina tardorromana y en la arquitectura sasánida de Irán durante la antigüedad tardía, aunque la forma se había utilizado ya antes, como en el posible primer templo del siglo I d. C.,  el Templo de Bel, Dura Europos en Mesopotamia romana. En el contexto romano se usó en edificios de iglesias en Siria y en edificaciones seculares ocasionales, como el puente Karamagarae en la Turquía moderna. En la arquitectura sasánida, se emplearon arcos parabólicos tanto en los palacios como en las construcciones sagradas. En el ábside de la Basílica de Sant'Apollinare en Classe en Ravena, hay un arco muy ligeramente apuntado construido en 549, y un ejemplo un poco más puntiagudo de la iglesia, construido en 564 en Qasr Ibn Wardan, en la Siria romana. El desarrollo de los arcos apuntados puede haber estado influenciado por los arcos elípticos y parabólicos empleados con frecuencia en los edificios sasánidos con bóvedas de ladrillo inclinado, que obviaban cualquier necesidad de un cimbrado de madera y que se habían utilizado durante milenios en Mesopotamia y Siria. Los arcos apuntados más antiguos en la arquitectura islámica son la Cúpula de la Roca, finalizada en 691/692, mientras que algunos otros aparecen en la Gran Mezquita de Damasco, iniciada en 705. Los omeyas fueron responsables de los arcos significativamente apuntados más antiguos de la Europa occidental medieval, utilizándolos juntos con los arcos de herradura en la Gran Mezquita de Córdoba, construida a partir de 785 y ampliada repetidamente. El palacio abasí de al-Ukhaidir empleó arcos apuntados en 778 como tema dominante, tanto estructural como decorativamente, en todas las fachadas y bóvedas del complejo, mientras que la tumba de Al-Muntásir, construida en 862, empleó una cúpula con perfil de arco apuntado. Abbasid Samarra tuvo muchos arcos apuntados; notablemente su Bab al-ʿAmma (puerta triple monumental) sobreviviente. En el siglo IX, el arco apuntado se usó en Egipto y el norte de África: en el Nilómetro en Fustat en 861, en la mezquita de Ibn Tulun en Cairo en 876, y en los años 870 en la Gran Mezquita de Kairuán. A lo largo de los siglos VIII y IX, el arco apuntado se utilizó como solución habitual en los edificios seculares en todo el mundo islámico. En el siglo X, la Aljafería de Zaragoza muestra numerosas formas de arco, incluidos muchos arcos apuntados, decorados y elaborados con un nivel de sofisticación del diseño no visto en la arquitectura gótica durante dos siglos más.
El aumento de los contactos militares y culturales con el mundo musulmán, incluidas la conquista normanda de la Sicilia islámica entre 1060 y 1090, las Cruzadas, a partir de 1096, y la presencia islámica en España, pueden haber influido en la adopción del arco apuntado en la Europa medieval, aunque esta hipótesis se mantiene como una postura polémica. Las ventajas estructurales de los arcos apuntados parecen haberse realizado primero en un contexto cristiano latino medieval en la iglesia de la abadía conocida como la Abadía de Cluny. Iniciada por el abad Hugo de Cluny en 1089, la gran iglesia románica de Cluny III fue la mayor iglesia más occidental cuando se completó en 1130. Kenneth John Conant, quien excavó el sitio de las ruinas de la iglesia, argumentó que las innovaciones arquitectónicas de Cluny III estuvieron inspiradas en la arquitectura islámica de Sicilia a través de Monte Cassino. La abadía de Monte Cassino era la comunidad fundacional de la Orden benedictina y se encontraba dentro del reino normando de Sicilia, que en ese momento era mayoritariamente musulmana y predominantemente de habla árabe. La bóveda de crucería con arcos apuntados se había usado ya en la abadía de Lessay en Normandía en 1098, y en la catedral de Durham en Inglaterra aproximadamente en el mismo tiempo. En aquellas partes del Mediterráneo occidental sometidas al control o influencia islámica, surgieron ricas variantes regionales, que fusionaron las tradiciones románicas, bizantinas y góticas posteriores con formas decorativas islámicas, como se observa por ejemplo, en las catedrales de Monreale y Cefalù, en el Alcázar de Sevilla o la catedral de Teruel.